# いす-1グランプリ
いす-1グランプリ（いす-1GP）とは、日本事務いすレース協会 (JORA) が監修する、事務椅子を用いて行うレースイベントである。

## 概要
タイヤ付の事務用の椅子を使用して行われる。主に、2時間の間に事務椅子を使ってコースを何周走れるかを競う耐久レースとして開催される。
2010年、日本・京都府京田辺市のキララ商店街にて地元の活性化のため開催されたものが発祥である。以降、全国各地で開催されている。

### 事務椅子について
市販されている、第三者の影響を必要とせず、自立する事務椅子に限る。禁止事項として、チェーンやギア、ブレーキの使用やタイヤ交換は禁止である。